# De Película
 (décembre 2016).
Si vous disposez d'ouvrages ou d'articles de référence ou si vous connaissez des sites web de qualité traitant du thème abordé ici, merci de compléter l'article en donnant les références utiles à sa vérifiabilité et en les liant à la section « Notes et références ».
De Película est une chaîne de télévision par câble de 24 heures détenue par Televisa sous Televisa Networks. Il est disponible au Mexique, aux États-Unis et en Amérique latine. Il est diffusé en Australie et en Nouvelle-Zélande via UBI World TV. De Pelicula est distribué par TuTv aux États-Unis et est disponible sur Dish Network et DirecTV. Cette chaîne se concentre sur les films mexicains de tous les temps qui sont sous licence de Televisa.